# Juventino Rosas
José Juventino Policarpo Rosas Cadenas (Santa Cruz de Juventino Rosas, 25 de janeiro de 1868 - 9 de julho de 1894) foi um compositor e músico mexicano, conhecido mundialmente pela valsa Sobre las olas.

## Biografia
Quando criança, Juventino mostrou uma grande disposição e talento para aprender música, sendo induzido e ensinado por seu pai a tocar violino, seu instrumento favorito. Ele vivia como um jovem nas proximidades do bairro de Tepito, na Cidade do México, e trabalhou como tocador de sinos, violinista e cantor nos serviços religiosos da Igreja de San Sebastián.
Logo ele passou a fazer parte do grupo dos irmãos Aguirre, ele também foi integrado no grupo dos irmãos Elvira, que ele deixou quando seu pai e seu irmão mais velho morreram, que faleceram em uma briga durante uma festa onde eles dançavam.
O corpo de Juventino Rosas foi enterrado no cemitério de Batabanó em 1894. Quinze anos depois, em 1909, o jornalista Miguel Necochea e a Sociedade de Compositores Mexicanos realizam procedimentos para exumar e transferir os restos de Juventino para o México e os moradores mexicanos da ilha assumem as despesas. Ao chegar em Veracruz, os restos do compositor foram recebidos pelos compositores Miguel Lerdo de Tejada e Ernesto Elorduy. Um dos vagões da estrada de ferro mexicana tornou-se uma capela e as notas da valsa são ouvidas por todo o lado do trem. Os restos de Rosas permaneceram no Teatro del Conservatorio para receber os tributos das pessoas.
Rosas foi enterrado no Panteão Civil na Cidade do México e, em dezembro de 1939, foi transferido para a Rotonda de las Personas Ilustres.
O ator e cantor popular Pedro Infante, interpretou o papel de Juventino Rosas, no filme Sobre las olas.

## Obra
Em 1885, ele se inscreveu no Conservatório Nacional de Música. Lá estudou solfejo e teoria da música. Eu já escrevi, Te volví a ver, Seductora, Sueño de las Flores e Ensueño. Ele também escreveu uma valsa chamada Carmen para a Sra. Carmen Romero Rubio, esposa do presidente Porfirio Díaz. Ao interpretar esta durante seu aniversário, o público duvidava da sua capacidade, mesmo assim Rosas assumiu o controle da orquestra com muita segurança. Em 1888, ele escreveu a marcha Cuauhtémoc e o trabalho que o levaria à imortalidade, Junto al manantial, que foi renomeada como Sobre las olas, inspirado a ver na primavera a senhorita Mariana Carvajal, da qual ele estava apaixonado e era a irmã de seu amigo Fidencio Carvajal. Com essa família, ele viveu por algum tempo, já que ele não tinha dinheiro para apoiar seus estudos e foi Don Fidencio, que o convidou para viver em Cuautepec Barrio Alto, Gustavo A. Madero.
Após o sucesso musical, o presidente Díaz deu-lhe um piano, que vendeu para pagar suas dívidas. Embora o trabalho musical tenha sido um grande sucesso, Rosas vendeu, também para pagar suas dívidas, os direitos autorais de Sobre las olas para Wagner & Lieven apenas por 45 pesos. Rosas também pertenceu à companhia de ópera de Ángela Peralta e a uma companhia de zarzuela que viajou para Cuba.